# Ilhéu Grande (Selvagens)
O ilhéu Grande é um ilhéu nas Ilhas Selvagens, Região Autónoma da Madeira, Portugal.